# Ґуді-Ґавабар
Ґуді-Ґавабар (перс. گودي گوابر) — село в Ірані, у дегестані Південний Амлаш, в Центральному бахші, шагрестані Амлаш остану Ґілян. За даними перепису 2006 року, його населення становило 11 осіб, що проживали у складі 5 сімей.